# Saint-Pierre-le-Viger
Saint-Pierre-le-Viger là một xã thuộc tỉnh Seine-Maritime trong vùng Normandie miền bắc nước Pháp.

## Dân số
| 1962                                            | 1968 | 1975 | 1982 | 1990 | 1999 | 2006 |
| ----------------------------------------------- | ---- | ---- | ---- | ---- | ---- | ---- |
| 306                                             | 314  | 298  | 258  | 257  | 274  | 284  |
| Starting in 1962: Population without duplicates |      |      |      |      |      |      |